# Kuroita Katsumi

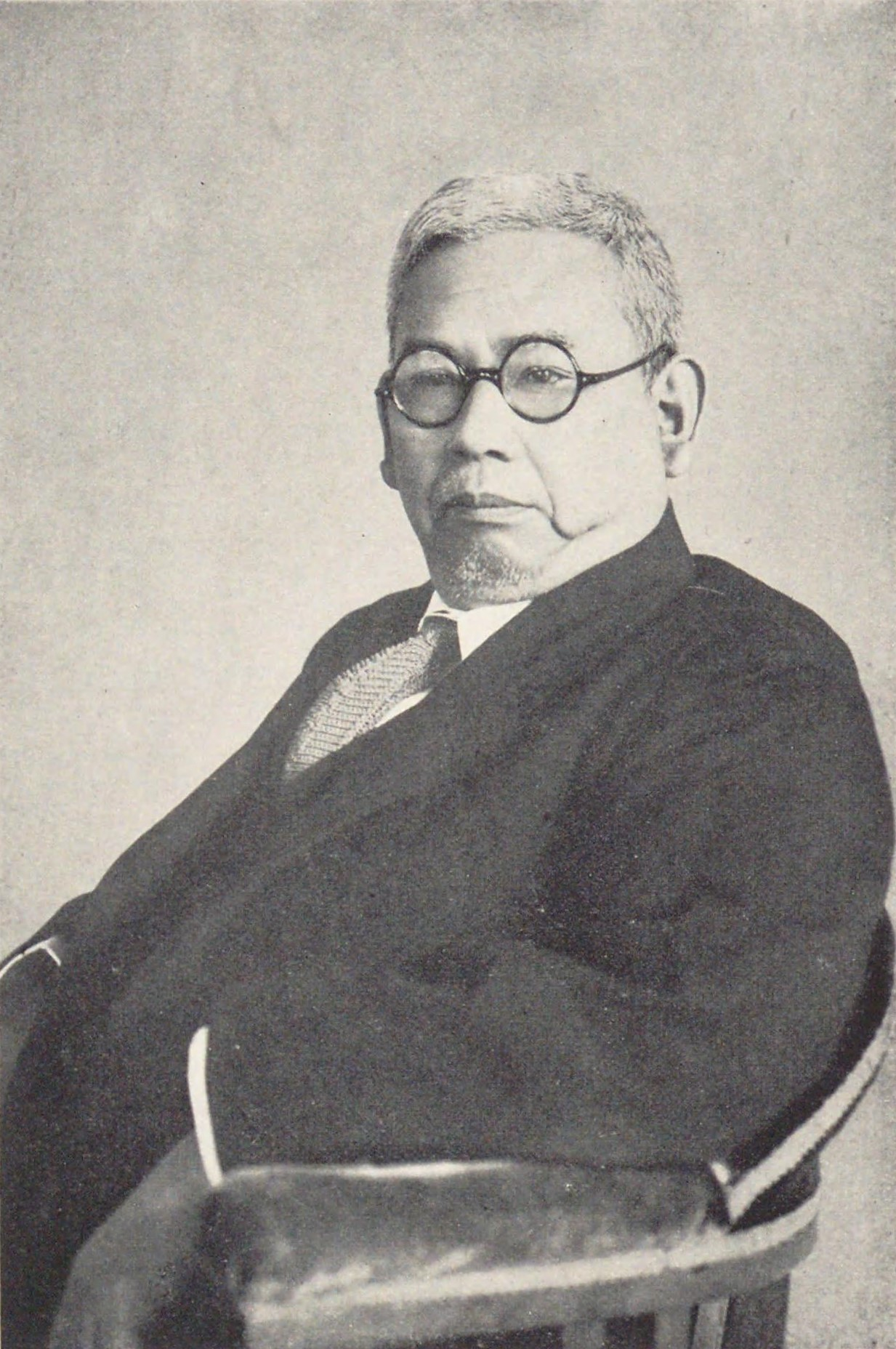
Kuroita Katsumi

Kuroita Katsumi (japanisch 黒板 勝美; * 3. September 1874 in der Präfektur Nagasaki; † 21. Dezember 1946) war ein japanischer Historiker.

## Leben und Wirken
Kuroita Katsumi besuchte die „5. Oberschule alter Art“ in Kumamoto. Anschließend studierte er an der Universität Tokio, an der er im Fach Geschichte seinen Abschluss machte. Er wurde Teilzeitangestellter an der „Abteilung für Historiographical Compilation“  (事項取調, Jikō torishirabe,) – später „Historiographical Institute“ (史料編纂所, Shiryōhensan-sho) – seiner Alma Mater. Unter Taguchi Ukichi war er an der Überarbeitung „Zusammenstellung der Verlage von Wirtschaftsmagazinen“ (経済雑誌社版, Keizai zasshi-shaban) und am „Abriss der Nationalgeschichte“ (国史大系, Kokushi Taikei) beteiligt. Später wurde er Dozent, Assistenzprofessor und Professor am Literaturkolleg seiner Universität, die ihn als „Meiyo Kyōju“ verabschiedete.
Als historiographischer Redakteur wirkte Kuroita mit an der Veröffentlichung der „Alten Schriftstücken Großjapans“ (大日本古文書, Dainihon Komonsho). Er widmete sich auch der Erforschung der Paläographie, die in Japan ein unentwickeltes Gebiet war. 1905  erhielt er den Doktortitel der Literaturwissenschaft für seine Arbeit „Theory of the Style of Japanese Ancient Documents“ (日本古文書様式論). 1919 wurde er Vollzeit-Fakultätsmitglied. Er plante und realisierte die Veröffentlichung „New Revised and Enlarged Great National History Overview“ (新訂増補国史大系, Shintei zōho kokushi taikei) in 66 Bänden.
Kuroita zeichnete sich durch hervorragende politische Fähigkeiten aus und plante den Bau von Museen an verschiedenen Orten, darunter den Wiederaufbau des Kaiserlichen Museums, dem heutigen Nationalmuseum Tokio nach dem Großen Kantō-Erdbeben 1923 und die Gründung des „Japanese Ancient Culture Research Institute“ (日本古文化研究所, Nihon kobunka kenkyūjo). Er wirkte als Berater der „Korean History Compilation Society“ (朝鮮史編修会, Chōsen-shi henshūkai) und leitete die Herausgabe der Geschichte vieler Preäfekturen.
1936, im Alter von 62 Jahren, brach er aufgrund einer Gehirnblutung zusammen, wurde ins Krankenhaus eingeliefert, erholte sich aber wieder. Er unterstützte die Aktivitäten des Esperanto-Weltbundes, der ihn in späteren Jahren mit der ersten Gedenkmedaille auszeichnete Um sicherzustellen, dass der Gesellschaft während seiner Auslandsreisen nicht die Mittel ausgehen, stellte er Tantiemen für die Erstausgabe seines Meisterwerks „Forschung zu Nationalgeschichte“ (国史の研究, Kokushi no Kenkyū) aus dem Jahre 1908 dem Weltbund zur Verfügung.